# خزي

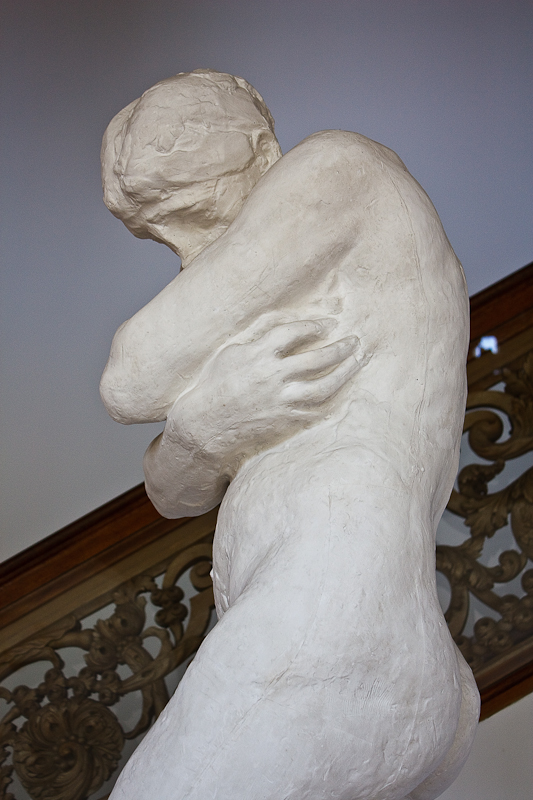
حواءتغطي نفسها وتخفض رأسها من الخزي في منحوتة رودين (Rodin) باسم حواء بعد السقوط.

الخزي أو العار أو الخجل أو الحياء أو الفضح هو، من أوجه مختلفة، عاطفة أو شعور أو إدراك أو حالة نفسية.

## الوصف
وصف العالم تشارلز داروين (Charles Darwin) تأثير الخزي، في كتابه التعبير عن المشاعر في الإنسان والحيوان (The Expression of the Emotions in Man and Animals) في القرن التاسع عشر، على أنه يتكون من حمرة الوجه وإرباك العقل وانخفاض طرف العينين وحالة من التباطؤ والركود وانحناء الرأس وأشار إلى ملاحظات تأثير الخزي في البشر في جميع أنحاء العالم. وذكر أيضًا حالة الشعور بالدفء أو الحرارة (المرتبطة بتوسع أوعية الوجه والجلد) في حالة الخزي الشديد.
إن «الشعور بالخزي» هو الشعور أو إدراك الخزي كحالة أو موقف. فهذا الإدراك للخزي قد يحدث نتيجة للمرور بتجربة أثارت الخزي أو، بصفة أعم، في أي من مواقف التي تُشعر بالإحراج أو العار أو الهوان أو التقصير أو الذل أو الكدر.
ومن الممكن ظهور حالة أو موقف الخزي، فيراها الآخرون، بغض النظر عن شعور الفرد نفسه أو إدراكه الشخصي. وبصفة عامة، فإن «الشعور بالخزي» يعني نقل أو توصيل حالة الشعور بالخزي للآخرين. تهدف السلوكيات إلى «تعرية» أو تستخدم أحيانًا في «كشف» الآخرين لهذا الغرض، مثلما توضح التعبيرات التي تشبه «ياللعار!» أو «عار عليك!».
وأخيرًا، «فإن شعور المرء بالخزي» يعني الحفاظ على الشعور بضبط النفس أمام إهانة الآخرين (مثل التحلي بـالعفة والتواضع والاحترام) بينما «انعدام الشعور بالخزي» هو أن تتصرف دون ضبط النفس (مثل الشعور بـالتعالي المفرط أو الغرور).

## الخزي في مقابل الشعور بالذنب والإحراج

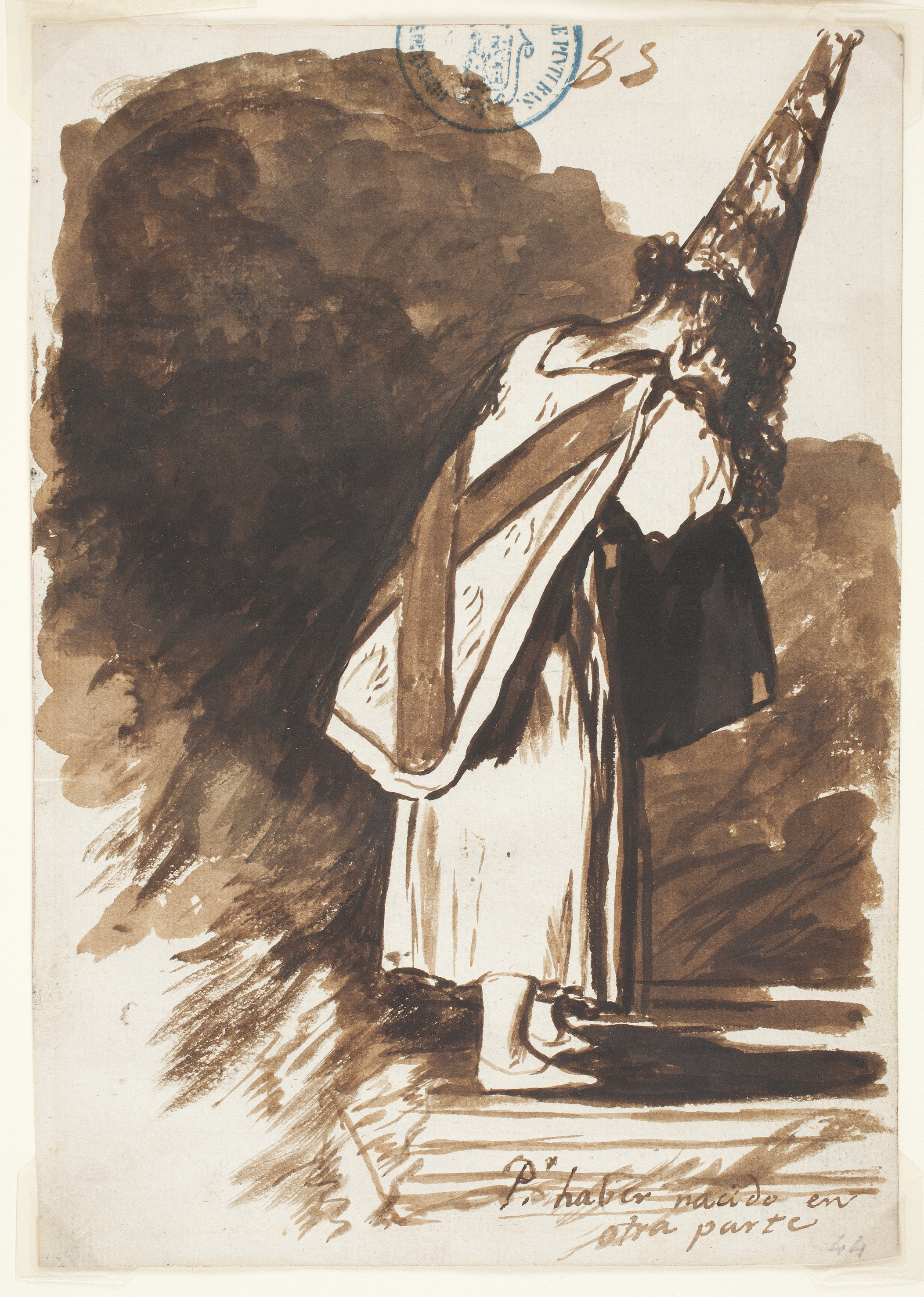
شخص يخفي وجهه ويظهر في وضعية تعبر عن الخزي (بينما يرتدي ثوبا من الخيش وقبعة كوروزا) في الرسم التخطيطي لـ غويا (Goya) «لكونه ولد في مكان آخر». لقد عرفت محاكم التفتيش الإسبانية بإهانتها للفرد.

لم يتم وضع معايير موحدة لتحديد موضع الخط الفاصل بين مفاهيم الخزي والشعور بالذنب والإحراج.
ووفقًا لما قالته عالمة الأنثروبولوجيا الثقافية روث بنديكت(Ruth Benedict)، إن الخزي هو انتهاك للقيم الثقافية أو الاجتماعية بينما تنشأ مشاعر الشعور بالذنب من انتهاكات القيم الخاصة للفرد. ولذلك، فمن الممكن أن يشعر الفرد بالخزي من فكر أو سلوك بعينه قد لا يعرفه أحد بينما يشعر بالذنب تجاه الأفعال التي وافق عليها الآخرون.
وتجادل المحللة النفسية هيلين بي لويس (Helen B. Lewis) في هذا الصدد وتقول، «تجربة الشعور بالخزي تأتي مباشرة عن النفس، التي تعتبر مركز التقييم. أما في حالة الشعور بالذنب، لا تعتبر النفس هي الموضوع الرئيسي للتقييم السلبي، ولكن يكون التركيز الرئيسي على ما قام به الفرد ويشعر بالذنب حياله.» وبالمثل، قال فوسوم وماسون في كتابهما مواجهة الخزي (Facing Shame) «بينما يعتبر الشعور بالذنب شعورًا مؤلمًا بالندم والمسؤولية عن أفعال الفرد، فإن الخزي هو شعور الفرد المؤلم إزاء نفسه.» وبعد هذا الاستدلال المنطقي، استنتج الطبيب النفسي جوديث لويس هيرمان (Judith Lewis Herman) أن «الخزي هو حالة من وعي الذات التي» تنقسم«فيها النفس، وترى صورتها في أعين الآخرين؛ على النقيض من ذلك، عند الشعور بالذنب، لا تشعر النفس بهذا الانقسام.»
ويرى المتخصص في علم النفس السريري جيرشين كوفمان (Gershen Kaufman) أن الخزي مستمد من نظرية الوجدان، التي تعني أن الخزي هو أحد ردود الأفعال الغرائزية والفسيولوجية القصيرة المدة للتحفيز. وفي هذا الرأي، يعتبر الشعور بالذنب سلوكًا مكتسبًا مكونًا في الأساس من التوجيه الذاتي لـ اللوم أو الاحتقار، أما الخزي فيترتب على مثل هذه السلوكيات التي تشكل جزءًا من تجربة الشعور بالذنب. أما هنا، فيعني لوم النفس واحتقار الذات الإحساس بشعور اتجاه (جزء من) الشخص ذاته يشبه ما يشعر به اتجاه الآخرين من لوم واحتقار. ورأى كوفمان أن آليات مثل اللوم أو الاحتقار ربما تُستخدم كإستراتيجية واقية ضد تجربة الخزي وأن الشخص الذي يستطيع لوم نفسه أو احتقارها يستطيع أن يمر بتجربة الخزي ويدافع جيدًا عن نفسه. ومع ذلك، فمن الممكن أن يؤدي هذا إلى مواقف استبطان ودعم ذاتي نتيجة لمواقف الخزي المتكررة والتي أطلق عليها كوفمان مصطلح «دوامة الخزي».
على الجانب الآخر، هناك وجهة نظر واحدة للتفرقة بين الخزي والإحراج، تقول إن الخزي لا يستلزم بالضرورة الشعور بالذل أمام العامة بينما يستلزم الإحراج هذا الشعور، ومن ثم، يمكن للفرد الشعور بالخزي بسبب فعل لم يره أحد غيره ولكن الإحراج يستلزم رؤية الآخرين لهذا الفعل. ورغم ذلك، ففي مجال الأخلاق (علم النفس الأخلاقي، بوجه خاص)، فهناك جدل حول ما إذا كان الخزي شعورًا اتكاليًا أم لا، بمعنى آخر، ما إن كان الشعور بالخزي يستلزم إدراك من شعر بالخزي أن الآخرين ينظرون إليه نظرة سلبية أم لا. وفهم إيمانويل كانت (Immanuel Kant) وتلامذته أن الخزي هو الاتكالية؛ بينما ناقش برنارد ويليامز (Bernard Williams) وآخرون أن الخزي يمكن أن يكون مستقلاً بذاته. ومن الممكن أن يحمل الخزي دلالة ضمنية تشير إلى شيء غير أخلاقي بينما الإحراج هو استجابة لشيء محايد من الناحية الأخلاقية ولكنه في الوقت نفسه غير مقبول من الناحية الاجتماعية. وهناك وجهة نظر أخرى تشير إلى أن الخزي والإحراج شعوران متصلان ولكن يختلفان في حدتهما.

## الأنواع الفرعية
- الخزي الحقيقي: هو المرتبط بالخزي أو العار أو الاستنكار الحقيقي.
- الخزي الزائف: هو المرتبط بالاستنكار الزائف مثلما هو الحال في شكل العقدة المزدوجة للخزي الزائف في جملة: «لقد قلب ما فعلنا به على نفسه». وأطلق المؤلف والمنتج السينمائي جون برادشو (John Bradshaw) على الخزي «الشعور الذي يعرفنا أننا متناهون».[13]
- يصف الخزي السري: فكرة أن تشعر بالخزي، مما يجعل الخزيان يحتفظ بما يشعر به سرًا.[14]
- ويصف الخزي السام: الخزي الزائف والمرضي فيقول برادشو أن الخزي السام يوجد داخل الأطفال وينتج عن أشكال إساءة معاملتهم كافة. من الممكن أن يتسبب زنا المحارم وأشكال أخرى من التحرش الجنسي بالأطفال إلى الخزي السام الخطير. وفي كثير من الأحيان يؤدي الخزي إلى حدوث ما يعُرف بـ العقدة النفسية في الأطفال غير القادرين على السيطرة على الخزي السام عند حدوثه والذين يفصلون الخزي حتى يستطيعون السيطرة عليه.[15]
- يشير الخزي البديل: إلى تجربة الخزي نيابة عن شخص آخر. يختلف الأفراد في شعورهم بالخزي البديل، والذي يتعلق بـالظروف العصبية والميل إلى تجربة الخزي الشخصي. بل وربما يميل الناس بصورة مفرطة إلى تجربة الخزي البديل، وبعبارة أخرى: ربما يشعر الفرد بالخزي نيابة عن شخص آخر وهذا الشخص الآخر قد يشعر بالخزي نيابة عن شخص ثالث (أو ربما يشعر بسبب شخصي).

## النرجسية
تتعلق النرجسية في البالغين بالدفاع ضد الخزي and that اضطراب الشخصية النرجسية is connected to shame as well. واقترحت الطبيبة النفسية غلين جابارد (Glen Gabbard) أن اضطراب الشخصية النرجسية من الممكن أن ينقسم إلى نوعين فرعيين، هما النوع الفرعي المتكلف والمتكبر وعديم الإحساس "غير الواعي" والنوع الفرعي السهل جرحه وشديد الحساسية والخجول وشديد اليقظة". يمثل النوع الفرعي غير الواعي والإعجاب والحسد وتقديرعظمة النفس وهذا النوع هو تناقض للنفس الضعيفة التي تتخفى وراء الخزي، أما النوع الآخر شديد اليقظة فهو سوء تقدير الآخرين من خلال رؤياهم كظالمين يسيئون معاملته ويضطهدونه.

## الجوانب الاجتماعية
يعتبر الخزي أحد جوانب التنشئة الاجتماعية في كل المجتمعات. وفقًا لما قالته عالمة الأنثروبولوجيا روث بنديكت، إنه ربما تُصنف الثقافات من خلال التركيز على استخدام الخزي أو الشعور بالذنب في الأنشطة الاجتماعية للأفراد. وعلى أية حال فقد أثبتت جميع الآراء المشتركة والسلوكيات المتوقعة والمحتملة أن مشاعر الخزي مؤثرة في توجيه سلوك المجتمع.
ومن الممكن أن يُستخدم الخزي من هؤلاء الذين يرتكبون أعمالا عدوانية وربما يحدث في محل العمل كشكل من أشكال السيطرة الاجتماعية العلنية أو العدوانية. ويعتبر الخزي أيضًا سمة مشتركة للـالعقاب أو التجنب أو النبذ. إضافة إلى ذلك، في كثير من الأحيان نرى الخزي في ضحايا إهمال الأطفال وإساءة معاملة الأطفال.

### حملة الخزي والتشهير
حملة الخزي والتشهير هي طريقة يتم استخدامها للتشهير بأفراد معينين بسبب سلوكهم أو الاشتباه في ارتكابهم الجرائم، فغالبًا ما تكون عن طريق وضع علامة علنية، مثل هستر برين(Hester Prynne) في الخطاب القرمزي لـناثانيال هاوثورن (Nathaniel Hawthorne). ففي الفلبين، عمم الفريدو ليم(Alfredo Lim) مثل هذه الطرق أثناء ولايته لمدينة مانيلا. وفي الأول من يوليو عام 1997، بدأ إثارة الجدل حول «حملة رش الطلاء» في محاولة لإيقاف تعاطي المخدرات. وقام هو وفريقه برش طلاء أحمر ساطع على 200 منزل من المنازل العشوائية التي اتهم سكانها، ولكن لم تكتمل إدانتهم بعد، ببيع المواد المحظورة. واتبعه المسؤولون في البلديات الأخرى ليحذو حذوه. وأدان السيناتور السابق رينيه إية ساجويساغ (Rene A. Saguisag) هذه السياسة.
على الرغم من هذه الانتقادات، تواصلت حملات الخزي والتشهير. وفي يناير 2005، أعلن رئيس الهيئة العامة لتنمية مترو مانيلا باياني فرناندو(Bayani Fernando) حملة الخزي والتشهير لاستهداف عابري الطريق المخالفين من خلال رشهم بخرق مبللة. واختلف السيناتور ريتشارد جوردون مع هذه التكتيكات وغيره من الممثلين. وسمى فنسنت كريسولوجو (Vincent Crisologo) هذه الطريقة باسم «مناهج الحكم العرفي». وقال روزانو روفينو بيازون (Rozzano Rufino Biazon) إن عابري الطريق المخالفين تتم معاملتهم كرعاع.